# Dolores Heredia
Dit overzicht is mogelijk incompleet; u kunt helpen door het uit te breiden.
Dolores Heredia Lerma (La Paz, 6 oktober 1966) is een Mexicaans actrice. Ze studeerde theater aan de Nationale Autonome Universiteit van Mexico (UNAM).

## Filmprijzen
- Internationaal filmfestival van Amiens, Beste Actrice, "Santitos", 1999
- Filmfestival van Cartagena, Beste Actrice, "Santitos", 1999
- Filmfestival van Guadalajara, Beste Actrice, "Conozca la cabeza de Juan Pérez", 2008

## Filmografie

### Films
- Get the Gringo (2012)
- A Better Life (2011)
- 180° (2010)
- Días de gracia (2010)
- Contracorriente (2009)
- Rock Marí (2009)
- El horno (2009)
- Rudo y Cursi (2008)
- Purgatorio (2008)
- Conozca la cabeza de Juan Pérez (2008)
- Enemigos íntimos (2008)
- El viaje de Teo (2008)
- Vantage Point (2008)
- Tr3s (2007)
- Al final del día (2007)
- Cobrador: In God We Trust (2006)
- La mirada del adiós (2006)
- Mujer alabastrina (2006)
- Fuera del cielo (2006)
- Sexo, amor y otras perversiones 2 (2006)
- La historia del baúl rosado (2005)
- La mudanza (2003)
- Suertuda gloria (2003)
- Ciudades oscuras (2002)
- De la calle (2001)
- Santitos (1999)
- En el aire (1995)
- Dos crímenes (1995)
- Desiertos mares (1995)
- Un pedazo de noche (1995)
- Un hilito de sangre (1995)
- La hija del Puma (1994)
- Vagabunda (1994)
- Pueblo viejo (1993)
- Decisiones (1993)
- De barro (1992)
- El patrullero (1991)
- Sombra de ángel (1991)
- Un cielo cruel y una tierra colorada (1991)
- Pueblo de madera (1990)
- La otra orilla (1990)

### Televisie
- Deseo prohibido (2008)
- Capadocia (2008)
- Marina (2006)
- Mujeres (2005)
- Gitanas (2004)
- The Wrong Man (1993)